# Cortisol

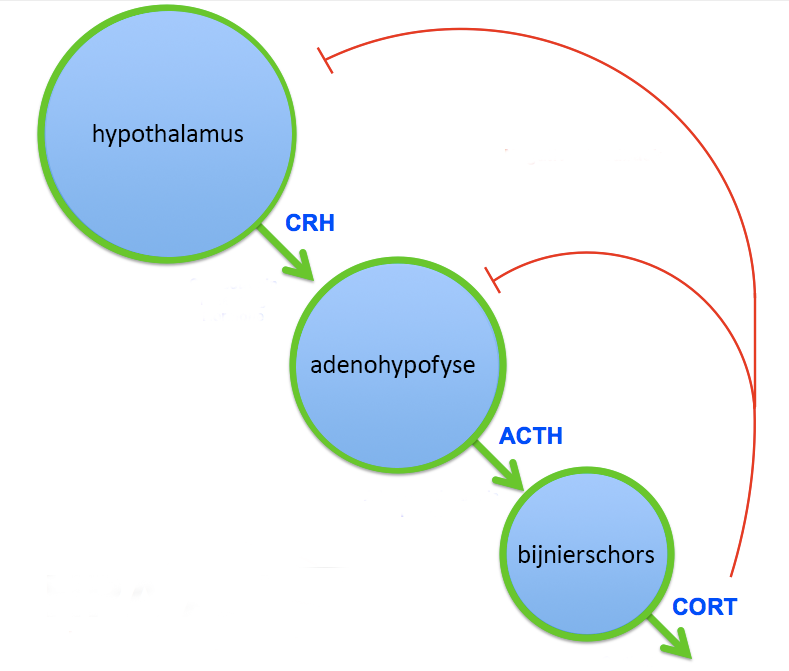
Hypothalamus-hypofyse-bijnier-as
CRH corticotropin-releasing hormone
ACTH corticotropine
CORT cortisol

Cortisol is een katabool hormoon, dat wordt aangemaakt in de bijnierschors, uit cholesterol. Het behoort daarmee tot de groep van de corticosteroïden, hormonen die het lichaam aanmaakt met cholesterol als basis. Bij toepassing als geneesmiddel en bij substitutietherapie, bij onder andere de ziekte van Addison, wordt het meestal hydrocortison genoemd. Cortisol wordt medisch ingezet als ontstekingsremmer bij allergische reacties, bij longaandoeningen, dus bij COPD, en bij tal van huidaandoeningen, zoals ernstige vormen van eczeem.
Cortisol speelt een rol bij:
- stofwisseling
- slaap-waakritme
- afweersysteem

Cortisol wordt soms het stresshormoon genoemd omdat het vrijkomt bij elke vorm van stress, zowel fysiek als psychologisch. Het zorgt ervoor dat bepaalde eiwitten in spieren, via hydrolyse, worden afgebroken waarbij aminozuren vrijkomen. Hiervan kan, via gluconeogenese, glucose worden gemaakt, dat vervolgens via de celademhaling in energie wordt omgezet. Deze energie wordt gebruikt om het lichaam terug te brengen in de oorspronkelijke fysiologische toestand of homeostase; op het moment van stress komt adrenaline en noradrenaline vrij om het lichaam alerter te maken en klaar om te vechten of te vluchten. Cortisol zorgt ervoor dat dit verlies van energie weer wordt gecompenseerd. Daarom zou 'stress-response hormoon' een betere naam zijn.
De productie van cortisol in het lichaam volgt een circadiaan ritme, dat wil zeggen dat de productie niet op elk moment van de dag gelijk is. Tijdens het ontwaken komt er meer cortisol vrij. Dit zorgt o.a. voor een hongergevoel.
Er zijn enkele (zeldzame) ziekten waarbij de cortisolaanmaak verstoord is. Bij het syndroom van Cushing maakt de bijnier te veel cortisol aan. De oorzaak kan gelegen zijn in een tumor in de bijnier zelf of door een tumor in de hypofyse, die de bijnier aanstuurt. Bij de ziekte van Addison is juist het omgekeerde het geval en is de bijnier, door een stoornis in de bijnier zelf, niet of nauwelijks in staat cortisol te produceren. In heel zeldzame gevallen is er een stoornis in de hypofyse, waardoor er geen ACTH wordt geproduceerd en de bijnier geen signaal krijgt om cortisol te produceren.

## Fysiologische werking
Cortisol bezit een zeer breed werkingsspectrum en oefent in de stofwisseling voornamelijk effecten uit op de koolhydraathuishouding (het bevorderen van gluconeogenese in de lever), de vetstofwisseling (het bevorderen van de lipolytische werking van adrenaline en noradrenaline) en de eiwitomzetting (katabolisme). Verder werkt cortisol ontstekingsremmend en immunosuppressief. Cortisol heeft een aldosteronachtige werking. Deze werking wordt normaliter in de nieren, darmen en enkele andere weefsels tenietgedaan, door cortisol, via  een oxidatiereactie, om te zetten in het inactieve cortison. Cortison bindt niet meer aan de mineralocorticoïde-receptor, en bezit daardoor geen mineralocorticoïde werking meer; zo wordt (overmatige) zoutretentie in de nier voorkomen.
Cortisol is voor mensen en hogere dieren levensnoodzakelijk. Het is samen met de catecholaminen een belangrijk stresshormoon. Het cortisolsysteem reageert echter trager dan het catecholaminesysteem. De productie van cortisol in de bijnierschors wordt door de hypofyse door middel van het adrenocorticotroop hormoon (ACTH) en door de hypothalamus door middel van de corticotropin-releasing hormone (CRH) gestimuleerd. Deze as noemt men ook wel de hypothalamus-hypofyse-bijnier-as. De productie van CRH wordt gestimuleerd door licht, CRH op zijn beurt zet de hypofyse aan tot ACTH. Ten slotte reageert de bijnier op deze ACTH-productie met de productie van cortisol. Cortisol remt vervolgens de productie van CRH en ACTH, waardoor de cortisolproductie binnen de gewenste waarden blijft. De normale plasmawaarden van cortisol in de ochtend liggen in de orde van 165-690 nmol/L (cortisol totaal) of 5-23 nmol/L (vrij cortisol) en halveren in het verloop van de dag (circadiaan ritme). De hoogste waarde wordt 's morgens kort na het ontwaken bereikt (Cortisol Awakening Response, CAR). Wegens de sterke circadiaanse ritmiek is een eenmalige cortisolmeting zinloos. Voor het nagaan van de bijnierschorsfunctie is het uitvoeren van functietesten daarom noodzakelijk. Hiervoor kan een dexamethasonremmingstest gebruikt worden als er een vermoeden bestaat op cortisoloverproductie. Deze kan gecombineerd worden met het meten van vrij cortisol in urine die in 24 uur verzameld is. De ACTH-stimulatietest is de test waarbij de cortisolproductie gestimuleerd kan worden om te onderzoeken of er sprake is van een tekort aan cortisol.

## Biosynthese
Cortisol is een steroïdhormoon dat geproduceerd wordt in de bijnierschors. Het wordt gevormd uit cholesterol. Bij de synthese in de mitochondriën van de bijnierschors wordt eerst pregnenolon gevormd, een gemeenschappelijke voorganger van zowel de glucocorticoïden (bv. cortisol), de mineralocorticoïden (bv. aldosteron) en de androgenen (bv. testosteron). Het enzym dat de synthese van pregnenolon katalyseert (via de tussenschakel 20α,20β-dihydroxycholesterol), heet cholesteroldesmolase en is een mono-oxygenase die NADPH als cofactor nodig heeft. Bij deze zes-elektronen-oxidatie worden drie NADPH- en drie zuurstofmoleculen verbruikt. Deze reactie is de snelheidsbepalende factor voor de cortisolbiosynthese.

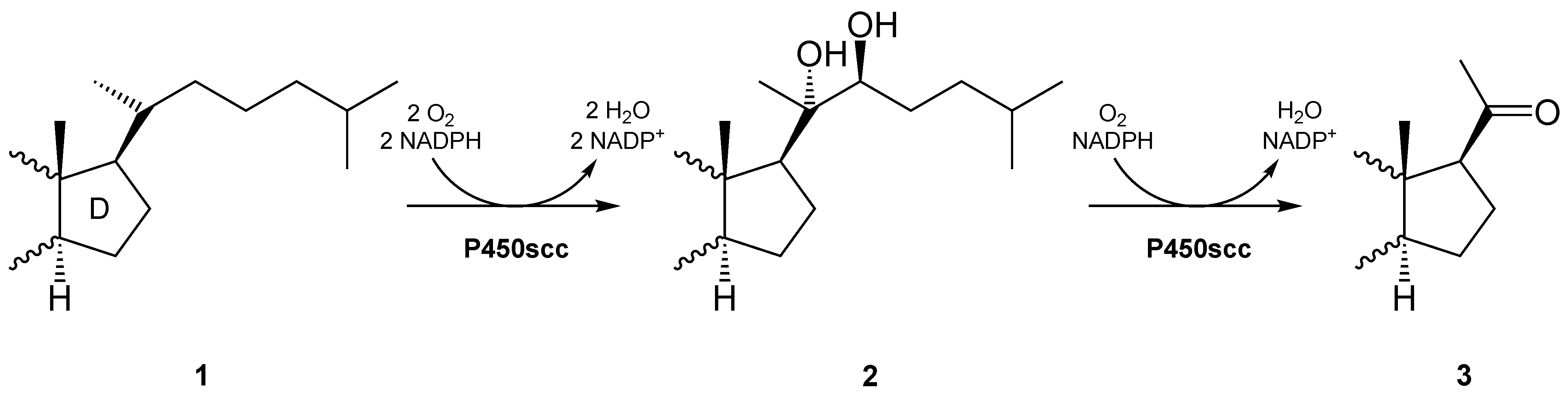
De synthese van pregnenolon uitgaande van cholesterol.
Er is slechts één ring (D) van de cholesterolmolecuul getekend om de duidelijkheid te bevorderen

Pregnenolon verlaat het mitochondrium en wordt door 3β-hydroxysteroïd-dehydrogenase in progesteron omgezet. In het endoplasmatisch reticulum wordt deze progesteronmolecule door het enzym 17-hydroxylase in 17α-hydroxyprogesteron omgezet. Door een verdere hydroxylering onder katalyse van 21-hydroxylase ontstaat 11-desoxycortisol, dat vervolgens weer in het mitochondrium door 11-hydroxylase in cortisol omgezet wordt. Bij alle voorgaand genoemde enzymen gaat het om specifieke, ijzer bevattende cytochroom P450-enzymen. Defecte hydroxylasen leiden tot het zware ziektebeeld van het adrenogenitaal syndroom.
De glucocorticoïdactiviteit van triamcinolon is bij benadering ongeveer vijf keer die van hydrocortison, dus bij benadering hetzelfde als het lichaamseigen cortisol.